# Klinická studie
Klinické studie jsou studie na lidech nebo na zvířatech, jejichž úkolem je ověření bezpečnosti a účinnosti nového léčiva, vakcíny, léčebného postupu, vyšetření, doplňků stravy či přístrojů. V závislosti na typu produktu a fázi vývoje jsou nejprve prováděny malé pilotní studie na dobrovolnících nebo pacientech, v případě pozitivních výsledků počet pacientů či dobrovolníků postupně stoupá. Klinické testy mohou mít různý rozsah, od jednoho výzkumného zařízení v jedné zemi až po mnoho zařízení v několika zemích. Kompletní řada klinických testů může stát desetitisíce až miliardy Kč.

## Design klinických studií

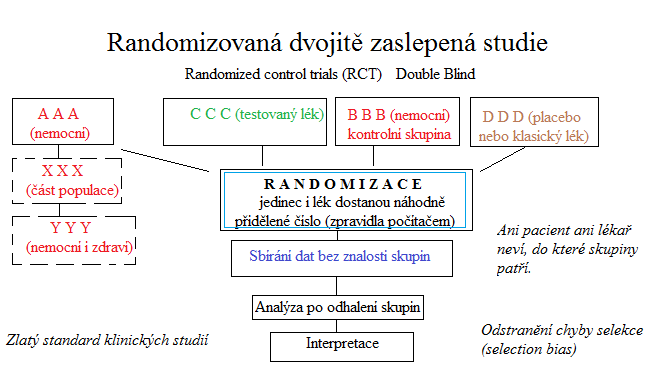
Randomizovaná dvojitě zaslepená studie (RCT)

Aby byla vypovídací hodnota klinických studií co nejvyšší, byla v postupu času vyvinuta sada složitých pravidel. Za zlatý standard se považuje RCT – randomizovaná dvojitě zaslepená studie (Randomized Control Trial), někdy také nazývaná jen dvojitě zaslepená studie (Double Blind). Nejčastěji zjišťuje účinnost léčiva. Podstatou je, aby lékař ani pacient netušil, jaký lék dostávají. Randomizace znamená náhodný výběr. Zpravidla se provádí tak, že počítač přidělí každému pacientovi náhodně generované číslo, tím se stává pro lékaře anonymní. Stejně tak přidělí náhodné číslo každému léčivu, které lékař použije. Tím se pro něj stává i lék anonymním. Dvojí anonymita (Double Blind) dává jistotu, že bude bias výběru (selection bias) zcela eliminován či přinejmenším zmenšen na minimum. Studie však většinou nesledují ukazatele jako například přístup k zdravotní péči.

## Právní úprava
Klinické testy jsou upraveny zákonem o léčivech č. 378/1997 Sb., který je označuje jako klinická hodnocení, které organizuje a financuje zadavatel a provádí zkoušející lékař, který odpovídá za průběh klinického hodnocení.

### Podmínky zahájení a pokračování studie
Podmínkou zahájení studie je zjištění, že předvídatelná rizika a obtíže pro subjekty hodnocení jsou vyváženy předpokládanými přínosy pro subjekty hodnocení i pro další potenciální pacienty; klinické hodnocení lze zahájit pouze tehdy, pokud podle etické komise a ústavu předpokládaný léčebný přínos a prospěch pro zdraví odůvodňují rizika. Klinické hodnocení může pokračovat pouze tehdy, pokud je dodržení tohoto požadavku trvale sledováno. Etická komise na žádost zadavatele vydá před zahájením klinického hodnocení k danému klinickému hodnocení stanovisko.

### Etická komise
Etická komise je nezávislý orgán tvořený odborníky z oblasti zdravotnictví a osobami bez vzdělání z oblasti lékařství, jejichž povinností je chránit práva, bezpečnost a zdraví subjektů hodnocení a zajistit tuto ochranu i vyjádřením svého stanoviska k protokolu klinického hodnocení, vhodnosti zkoušejících a zařízení, k metodám a dokumentům používaným pro informaci subjektů hodnocení a získání jejich informovaného souhlasu.

### Výše kompenzací a úhrada nákladů
Případné kompenzace zkoušeným za účast v klinickém hodnocení určuje zadavatel. Před zahájením studie etická komise posoudí výše kompenzací testovaným.
Případná úhrada nákladů pacientů za léčbu závisí na tom, zda jde o léčivý přípravek dle zákona, a dále na tom, zda je registrován a dále na osobě zadavatele. Zadavatel obecně poskytuje zdarma jen hodnocené léčivé přípravky. Ovšem je-li zadavatelem zkoušející, poskytovatel zdravotních služeb, vysoká škola nebo stát a hodnocené léčivé přípravky jsou registrované v ČR, není poskytnutí hodnocených léčivých přípravků zdarma povinné. Léčivým přípravkem také nejsou například zásadně nezměněné kmenové buňky. nebo v případě genové terapie vakcíny proti infekčním onemocněním.

## Fáze klinických testů
V případě léčivých přípravků klinickým testům předchází preklinické testování zejm. na zvířatech, kterým neprojde cca 50 % testovaných látek. Samotnými klinickými testy pak úspěšně projde asi jen 15–25 % testovaných látek. Cena klinických testů jednoho nového léčiva od začátku první fáze testů až po jeho uvedení do běžné klinické péče se odhaduje na půl miliardy USD (1 USD v hodnotě z roku 2000), klinické testy obvykle trvají asi pět let.
Klinické testy nových léčiv se klasicky rozdělují do tří fází.

### První fáze
V první fázi (20–100 pacientů) se ověřuje bezpečnost používané látky, její farmakokinetika a farmakodynamika a vhodné dávkování pro další testy.
V roce 2010 bylo v této fázi ukončeno testování 46 % látek.

### Druhá fáze
Ve druhé fázi klinických testů (20–300 pacientů), do níž nové léčivo zpravidla postupuje až po zjištění, že je dostatečně bezpečné, se ověřuje zejména jeho schopnost dosáhnout žádoucího účinku proti dané nemoci. Samozřejmě se stále monitorují všechny nežádoucí vedlejší účinky. Je-li nové léčivo dostatečně efektivní, postupuje do třetí fáze.
V letech 2008 až 2010 bylo v této fázi ukončeno testování 66 % látek.

### Třetí fáze
Třetí fáze klinických testů (300–3000 i více pacientů), která je nejdražší, nejdelší a nejnáročnější. Jde o randomizované, multicentrické studie, jejichž cílem je zjistit, zda nové léčivo (či jeho kombinace s jinými léčivy) je účinnější proti dané nemoci než současný zlatý standard léčby. Teprve na základě výsledků třetí fáze klinických testů dochází k povolení nového léčiva pro léčbu dané nemoci v běžné klinické praxi. Třetí fáze může ovšem probíhat pro různé kombinace daného léčiva s jinými léčivy i po jeho povolení pro běžnou klinickou léčbu.
V letech 2007 až 2010 bylo v této fázi ukončeno testování 30 % látek.

### Čtvrtá fáze
Díky výrazné variabilitě v lidské populaci se však musí sledovat bezpečnost a účinnost daného léku i při jeho běžném používaní, což bývá označováno za čtvrtou fázi klinických testů. Nedávno bylo navrženo, aby se během této fáze sledovaly i případné nečekané pozitivní účinky daného léku na jiné nemoci, jimiž pacient trpí zároveň.

## Publicita klinických testů
V roce 2012 proběhla diskuse o tom, zda zveřejňovat veškerá data z klinických testů. Pro zveřejnění hovořilo nejvíc odstranění monopolu regulátora a zkoušejícího hodnotit výsledky studie a také většina dobrovolníků to dělá pro dobro ostatních. Proti hovořila ochrana osobních dat testovaných, žádná záruka, že nezávislí odborníci budou skutečně nezávislí a zneužitelnost dat proti konkurentům. Zachovalo se status quo s omezenou publicitou.